# St. Anna auf dem Herrenacker
St. Anna auf dem Herrenacker war eine Kapelle am «Herrenacker» in Schaffhausen. Das spätgotische Bauwerk wurde 1480 errichtet und ist noch in Teilen im «Haus zum Luchs» erhalten.

## Geschichte
Das Gotteshaus wurde 1475 von Rudolf St(e)igbär, Chorherr zu Allerheiligen gestiftet. Im Jahr 1480 erteilte der Rat die Erlaubnis zum Bau einer Marienkapelle auf dem Herrenacker. Im selben Jahr wurde die Liebfrauenkapelle geweiht und der Pfarrkirche übertragen. Die Erlaubnis ist als Abschrift in den Hausakten des Stadtarchivs erhalten. Anfangs wurde die Kapelle von Insassen der Elendenherberge genutzt. Das Patrozinium wechselte auf «Anna», nachdem das Gebäude der Sankt Annabruderschaft als Oratorium diente.
Im Zuge der Reformation kam die Kapelle in bürgerlichen Besitz. Der Umbau zu einem Bürgerhaus erfolgte 1530. Dieses wurde 1706 wiederum in Teilen abgebrochen und in den beiden folgenden Jahren zu dem heute bestehenden «Haus zum Luchs» umgebaut. Es ist im Kulturgüterschutz-Inventar der Schweiz als «Kulturgut von nationaler Bedeutung» (A-Objekt, KGS-Nr. 4379) klassifiziert.

## Lage und Beschreibung
Die Kapelle lag am Südrand des stadtgeschichtlich bedeutenden Platzes Herrenacker und am Beginn des «Ringkengässchens», das zum Rhein führt.
Die Kapelle war mit dem Chor nach Norden orientiert. Im Inneren des Hauses Herrenacker 9 sind im Erdgeschoss ein Chorbogen und spätgotische Wandfresken erhalten, die in die Umbauten von 1530 und 1707 einbezogen wurden. Die Westwand der Kapelle bildet einen Teil der Mauer des «Hauses zum Luchs» gegen die sogenannte «Peyerburg», ehemals Zu den drei Ständen. Der Chorbogen ist 3,20 Meter weit und einfach gekehlt. Gearbeitet ist er in rotem und grauem Sandstein. Die Fresken waren in den 1950er Jahren stark verblasst. Sie zeigen Christus im Garten Gethsemane am Ölberg. Es sind noch Reste von Säulen und weitere Bauelemente im Keller erhalten. Da der Chor der Kapelle schmaler als das spätere Haus war, ist die Ostwand nur zu einem kleinen Teil erhalten. Der Boden der Kapelle lag 1,60 Meter tiefer als das Niveau des Hauses.
Der Schlussstein mit dem Stigbär-Wappen wurde an das Museum zu Allerheiligen übertragen. Der steigende (kletternde) Bär ist nach heraldisch rechts gewandt. In Sandstein gestaltet, zeigt er noch Spuren der einstigen Bemalung.

## Fussnoten
1. ↑  Stadtarchiv Schaffhausen: D IV.07.H.Herrenacker/09.
2. 1 2 3  Reinhard Frauenfelder: Die Liebfrauen-, später St. Annakapelle. In: Die Kunstdenkmäler des Kantons Schaffhausen. S. 210.

Koordinaten: 47° 41′ 42,8″ N, 8° 37′ 58,5″ O; CH1903: 689654 / 283415